# درخت توت (سربیشه)
درخت توت یک روستا در ایران است که در دهستان لانو بخش درح واقع شده‌است. درخت توت ۳۰۰ نفر جمعیت دارد.
این روستا با شهرستان تغاب در افغانستان فاصله ۶۰ کیلومتری دارد.
رئیس پایگاه برادران: کاظم نخعی